# Liste der Beiträge für den besten fremdsprachigen Film für die Oscarverleihung 1962
Die folgenden vierzehn Filme, alle aus verschiedenen Ländern, waren Vorschläge in der Kategorie bester fremdsprachiger Film für die Oscarverleihung 1962. Die hervorgehobenen Titel waren die fünf letztendlich nominierten Filme, welche aus den Ländern Dänemark, Japan, Mexiko, Schweden und Spanien stammen. Der Oscar ging an schwedischen Film Wie in einem Spiegel von Ingmar Bergman.
Zum ersten Mal wurden für diese Kategorie Beiträge aus Ägypten, Argentinien, Österreich und der Schweiz eingereicht.

## Beiträge
| Land                          | Deutscher Verleihtitel                | Sprache(n)  | Originaltitel                | Regisseur(e)                | Ergebnis        |
| ----------------------------- | ------------------------------------- | ----------- | ---------------------------- | --------------------------- | --------------- |
| Vereinigte Arabische Republik | Die Hunnen                            | Arabisch    | وا إسلاماه (Wa Islamah)      | Enrico Bomba, Andrew Marton | Nicht nominiert |
| Argentinien                   | Haut in der Sonne                     | Spanisch    | Piel de verano               | Leopoldo Torre Nilsson      | Nicht nominiert |
| Dänemark                      | Harry und sein Kammerdiener           | Dänisch     | Harry og kammertjeneren      | Bent Christensen            | Nominiert       |
| BR Deutschland                | Das Wunder des Malachias              | Deutsch     | Das Wunder des Malachias     | Bernhard Wicki              | Nicht nominiert |
| Frankreich                    | Letztes Jahr in Marienbad             | Französisch | L’Année dernière à Marienbad | Alain Resnais               | Nicht nominiert |
| Indien                        | Stree                                 | Hindi       | Stree                        | Vankudre Shantaram          | Nicht nominiert |
| Italien                       | Die Nacht                             | Italienisch | La Notte                     | Michelangelo Antonioni      | Nicht nominiert |
| Japan                         | Eine unsterbliche Liebe               | Japanisch   | 永遠の人 (Eien no hito)      | Keisuke Kinoshita           | Nominiert       |
| Mexiko                        | Ánimas Trujano (El hombre importante) | Spanisch    | Ánimas Trujano               | Ismael Rodríguez            | Nominiert       |
| Österreich                    | Jedermann                             | Deutsch     | Jedermann                    | Gottfried Reinhardt         | Nicht nominiert |
| Philippinen                   | The Moises Padilla Story              | Tagalog     | The Moises Padilla Story     | Gerardo de León             | Nicht nominiert |
| Schweden                      | Wie in einem Spiegel                  | Schwedisch  | Såsom i en spegel            | Ingmar Bergman              | Gewonnen        |
| Schweiz                       | Die Schatten werden länger            | Deutsch     | Die Schatten werden länger   | Ladislao Vajda              | Nicht nominiert |
| Spanien                       | Placido                               | Spanisch    | Plácido                      | Luis García Berlanga        | Nominiert       |